# 米格尔·乌里韦遇刺案
2025年6月7日，2026年哥伦比亚总统选举预候选人、参议员米格尔·乌里韦·图尔瓦伊在哥伦比亚波哥大丰蒂翁区莫德利亚社区的埃尔戈尔菲托公园（El Golfito）举行竞选集会时遭枪击。身中多枪的乌里韦伤势危重，经两个月救治无效，于2025年8月11日逝世。

## 背景
米格尔·乌里韦·图尔瓦伊是哥伦比亚保守派政治人物。其祖父胡利奥·塞萨尔·图尔瓦伊·阿亚拉曾任哥伦比亚第25任总统；母亲迪亚娜·图尔瓦伊是记者，1990年遭麦德林集团绑架，并于次年在营救行动中遇难。遇袭时乌里韦正担任哥伦比亚参议员，并以民主中心党预候选人身份角逐2026年总统选举党内提名，与四名党内候选人竞争。事发当日，乌里韦在波哥大莫德利亚社区进行竞选活动，由同党派的丰蒂翁区议员比克托·莫斯克拉（Víctor Mosquera）邀请并组织行程，市议员安德烈斯·巴里奥斯（Andrés Barrios）等人随行，团队包括政治助理、保镖及当地警察。团队在商业区发放传单后，于埃尔戈尔菲托公园搭建临时讲台，乌里韦当时正就枪支携带权放宽及残疾人公共政策等议题发表演说。

## 袭击事件
2025年6月7日下午，乌里韦在埃尔戈尔菲托公园遭近距离枪击。一名15岁少年乘坐同伙驾驶的摩托车抵达现场，下车后至少连开六枪击中其头部、颈部和腿部。BBC报道称其身中三枪，其中两枪击中头部。现场至少五名同伙协同作案，使用两辆摩托车和灰色雪佛兰斯帕可汽车进行监视。袭击者提前四小时踩点，更换衣物后重返现场，另两名同伙在枪击时下车接应。
袭击者与保镖及警察交火时脚部中弹被捕。该少年寄居波哥大恩加蒂瓦区，由叔婶抚养，其母已故，父亲旅居波兰。

### 救治过程

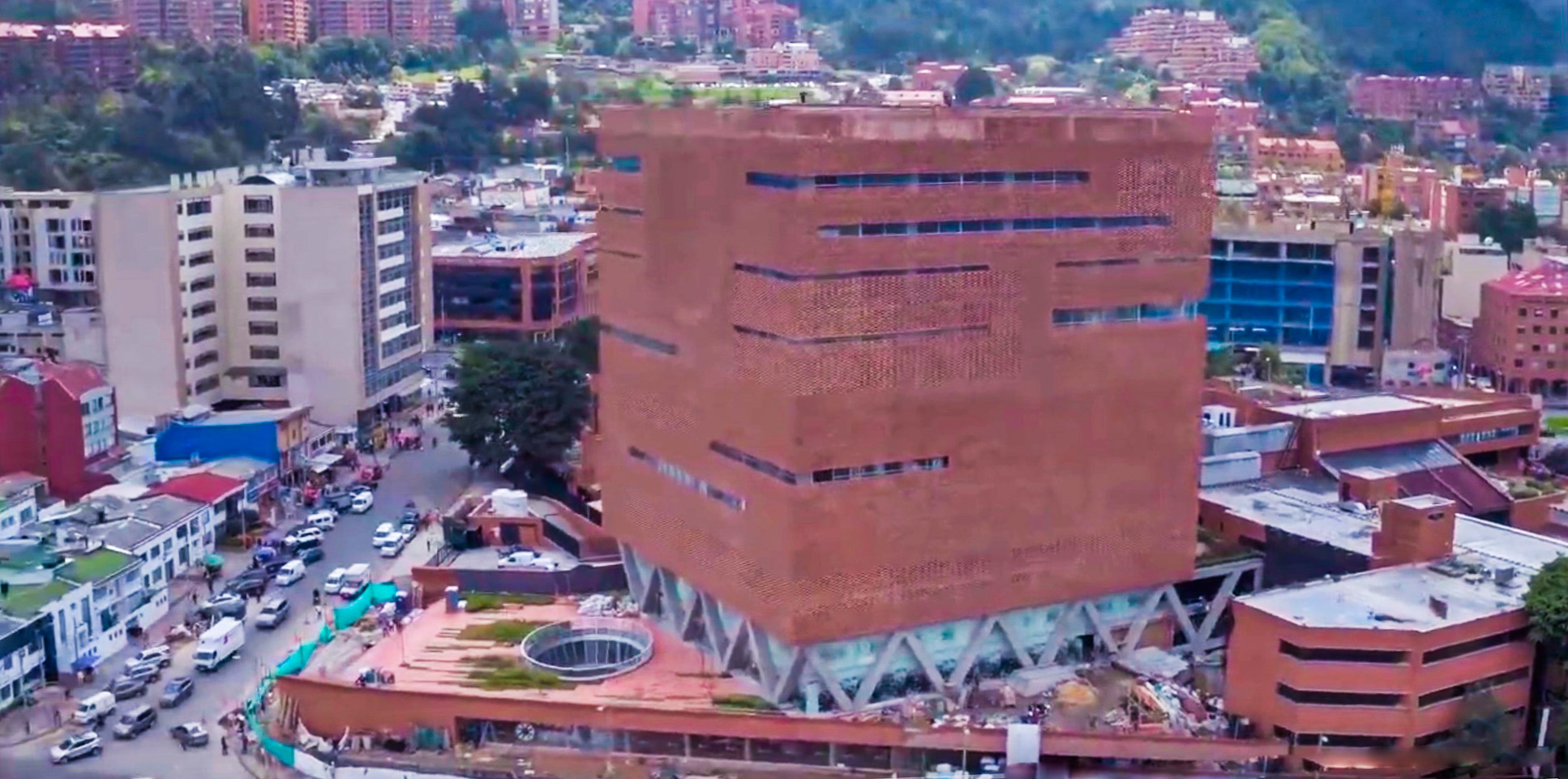
乌里韦·图尔瓦伊转诊的波哥大圣菲基金会大学医院

乌里韦先被送往丰蒂翁家庭医疗中心（Clínica Medicentro Familiar de Fontibón）急救，后转至波哥大圣菲基金会医院（Clínica Fundación Santa Fe de Bogotá）接受神经外科及血管外科联合手术。6月8日医疗报告显示术后仍处危殆状态。6月16日因急性脑出血再次紧急手术。院方确认其伤势“极其严重”。8月10日突发脑出血致病情急剧恶化。

### 去世
2025年8月11日，乌里韦·图尔瓦伊因枪伤并发症在圣菲基金会医院逝世，终年39岁。

## 调查与法律程序
一名青少年嫌疑人在现场被捕；当局最初确认其为未成年人。6月10日，这名15岁少年正式被控谋杀未遂及非法持有枪支。网络流传的抓捕视频显示，当被安保团队制服时，这名少年高喊“是‘’的人干的！让我说出是谁，让我把电话号码给你们！”——在哥伦比亚指非法毒品销售点，其居住区附近两处毒品点可能用作联络点。该少年自述作案动机为金钱，其叔父也证实直接行凶动机为金钱交易，约定酬金2000万比索（约4800美元）。
案发当日，哥伦比亚国防部悬赏最高30亿比索征集线索。在6月8日的新闻发布会上，检察官卢斯·阿德里安娜·卡马戈调查确认在现场缴获了一支枪械和12个弹壳，该枪是一支9毫米格洛克手枪，于2020年8月在美国亚利桑那州购入，专案组审查近千段监控视频并询问23名证人，以重建该未成年人从其住所到袭击发生后时刻的行动轨迹，以及可能针对乌里韦进行的跟踪活动。缴获的袭击者手机聊天记录及住所笔记本成为关键物证，乌里韦的辩护团队也向当局提交了具有证据价值的材料。
总检察院与警方调查后认定此案系职业杀手网络所为。检方后续起诉多名涉嫌后勤支援的嫌疑人，并于2025年7月5日在波哥大逮捕埃尔德·何塞·阿尔特亚加·埃尔南德斯（Elder José Arteaga Hernández，绰号或），认定其为幕后主谋。截至7月18日，已有六人被捕，所有涉案人员均宣称自己无罪。检察院依据受害者参议员、知名反对派成员及总统候选人身份，定性本案为政治袭击，但截至2025年8月当局尚未公开确认完整行凶动机。

## 各方反应

### 国内反应
哥伦比亚总统古斯塔沃·佩特罗在社交平台X向乌里韦家人表示慰问，称此次刺杀事件是“民主的挫败”，呼吁全国团结。副总统弗朗西亚·马尔克斯与国防部长佩德罗·阿努尔福·桑切斯亦表示哀悼，重申对和平与正义的承诺。波哥大市政府宣布为期三天的官方哀悼期，期间降半旗、暂停文化活动并举行纪念仪式。
袭击发生后，哥伦比亚政府原定于6月9日召集各政党会议，重点讨论加强总统及议会选举候选人安保措施。因多个反对党（乌里韦所属的民主中心党、激进变革党、保守党）拒绝出席，会议取消并改为设立选举监督委员会。6月15日，波哥大等地举行“静默游行”，数千民众以和平示威抗议政治暴力。
乌里韦术后恢复期间，波哥大市长卡洛斯·费尔南多·加兰及前总统阿尔瓦罗·乌里韦、塞萨尔·加维里亚赴圣菲基金会诊所探视。当局初步认定嫌犯系受雇杀手。

### 国际反应
智利总统加夫列尔·博里奇、厄瓜多尔总统丹尼尔·诺沃亚、委内瑞拉反对派领袖玛丽亚·科里纳·马查多谴责此次袭击。巴拉圭总统圣地亚哥·培尼亚呼吁“美洲大陆团结打击犯罪”，秘鲁外交部反对“危害民主的政治暴力”。美国国务卿马可·卢比奥要求严惩凶手，呼吁哥伦比亚政府缓和政治言论并加强官员安保。联邦众议员玛丽亚·埃尔维拉·萨拉查要求追究责任人司法责任。联邦参议员伯尼·莫雷诺在X平台声明中谴责袭击事件，称其系“对民主的卑劣攻击”，呼吁迅速惩处凶手。美国国会议员马里奥·迪亚斯-巴拉特和委内瑞拉政治家卡洛斯·希门尼斯也传达了悲痛和对调查的支持。英国大使乔治·霍奇森（George Hodgson）表示“我们与来自整个哥伦比亚和世界不同地区的哀悼信息站在一起”，并重申暴力在民主政治中没有立足之地。西班牙人民党主席阿尔韦托·努涅斯·费霍赞誉乌里韦“勇敢且捍卫自由”，呼声党领导人圣地亚哥·阿瓦斯卡尔则认为他是一位殉道者，“他因捍卫哥伦比亚及其自由，并直面该国的‘马杜罗走狗’总统和恐怖分子而死”。联合国、美洲国家组织及人权观察等国际组织强调需保障选举安全。